# Lista delle donne che hanno ottenuto un dottorato prima del 1800
Di seguito viene riportata la lista delle donne che hanno ottenuto un dottorato di ricerca prima del 1800. Sebbene i dottorati fossero stati introdotti nelle università dell'Europa occidentale nel XII e XIII secolo, per molto tempo furono assegnati solo agli uomini. Di seguito è riportato un elenco delle donne che hanno conseguito il dottorato prima del 1800. L'elenco include solo i titoli accademici e non i Dottori in divinità.
Costanza Calenda (fl. 1415) probabilmente conseguì la laurea in medicina presso l'Università degli studi di Napoli. Si dice che Juliana Morell difese la sua tesi nel 1606 o 1607, sebbene le teorie che affermano che abbia ricevuto un dottorato in diritto canonico nel 1608 siano state screditate. L'insegnamento di Bittisia Gozzadini all'Università di Bologna nel XIII secolo non viene preso in considerazione da Holt N. Parker nel testo di riferimento.
Non viene ricompresa nell'elenco la figura di Maria Gaetana Agnesi (1718 – 1799), illustre docente di matematica all'Università di Bologna, in quanto priva di un titolo dottorale.  
| Persona                              | Anno | Università                       | Livello                      |
| ------------------------------------ | ---- | -------------------------------- | ---------------------------- |
| Elena Cornaro Piscopia               | 1678 | Università di Padova             | Dottoressa in Filosofia      |
| Laura Bassi                          | 1732 | Università di Bologna            | Dottoressa in Filosofia      |
| Cristina Roccati                     | 1750 | Università di Bologna            | Dottoressa in Filosofia      |
| Dorotea Erxleben                     | 1754 | Università di Halle              | Dottoressa in Medicina       |
| Maria Pellegrina Amoretti            | 1777 | Università di Pavia              | Dottoressa in Giurisprudenza |
| Maria Pascuala Caro Sureda           | 1779 | Università di Valenza            | Dottoressa in Filosofia      |
| María Isidra de Guzmán y de la Cerda | 1785 | Università Complutense di Madrid | Dottoressa in Filosofia      |
| Dorothea von Rodde-Schlözer          | 1787 | Università di Gottinga           | Dottoressa in Filosofia      |
| Maria Dalle Donne                    | 1799 | Università di Bologna            | Dottoressa in Medicina       |

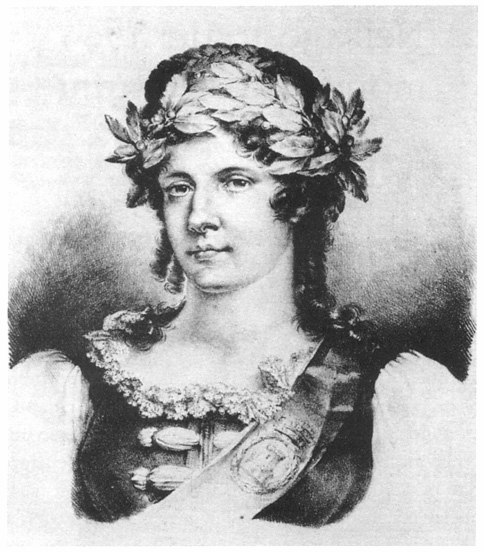
Maria Pellegrina Amoretti, una delle prime Dottoresse in Giurisprudenza
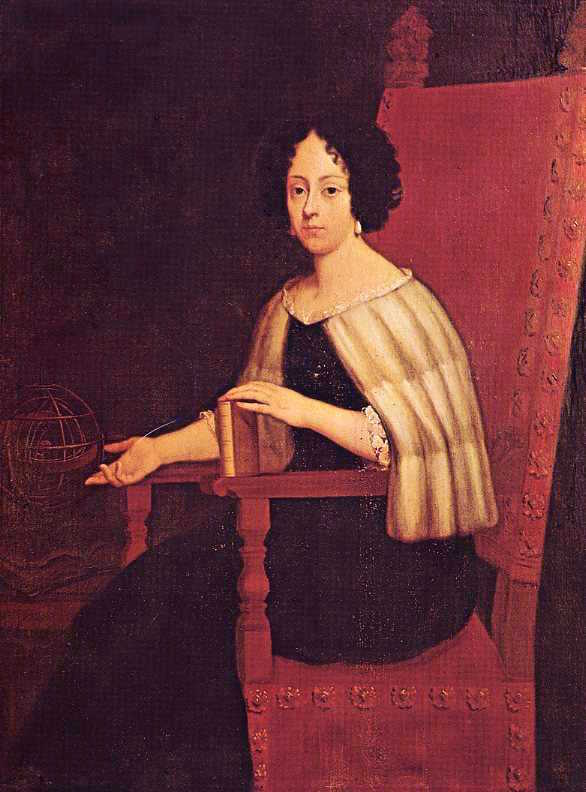
Elena Cornaro Piscopia, la prima Dottoressa in Filosofia
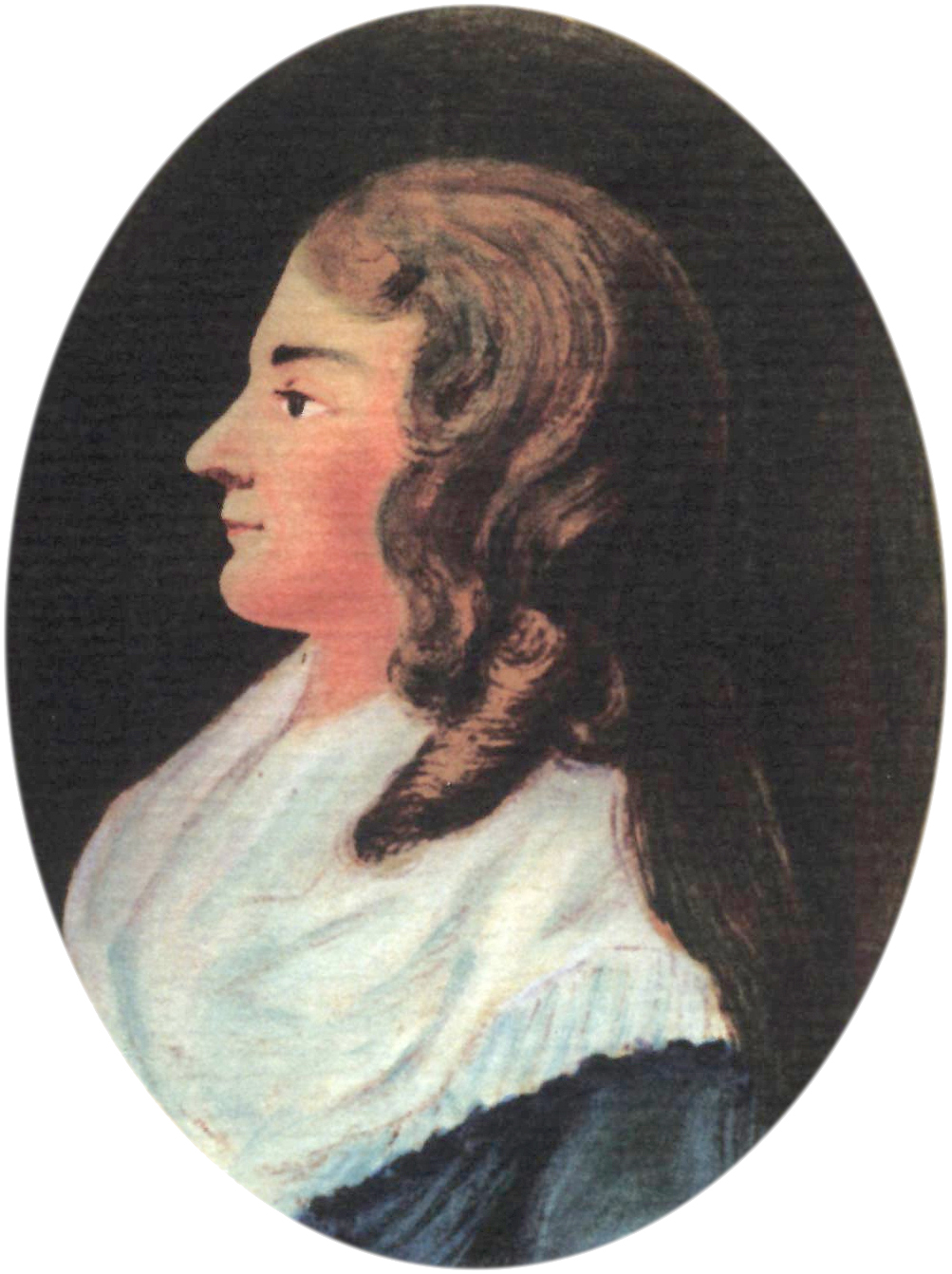
Dorothea Erxleben, una delle prime Dottoresse in Medicina